# Населення Сент-Вінсент і Гренадин
Населення Сент-Вінсент і Гренадин. Чисельність населення країни 2015 року становила 102,6 тис. осіб (196-те місце у світі). Чисельність остров'ян стабільно збільшується, народжуваність 2015 року становила 13,57 ‰ (146-те місце у світі), смертність — 7,18 ‰ (124-те місце у світі), природний приріст (депопуляція) — -0,28 % (218-те місце у світі) . 

## Природний рух

### Відтворення
Народжуваність на Сент-Вінсенті і Гренадинах, станом на 2015 рік, дорівнює 13,57 ‰ (146-те місце у світі). Коефіцієнт потенційної народжуваності 2015 року становив 1,82 дитини на одну жінку (150-те місце у світі).
Смертність на Сент-Вінсенті і Гренадинах 2015 року становила 7,18 ‰ (124-те місце у світі).
Природний приріст населення у країні 2015 року становив -0,28 % (депопуляція) (218-те місце у світі).

### Вікова структура

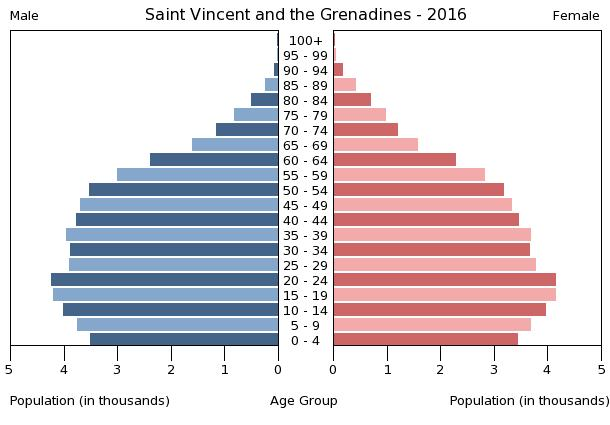
Віково-статева піраміда населення Сент-Вінсент і Гренадин, 2016 рік

Середній вік населення Сент-Вінсент і Гренадин становить 33 роки (91-ше місце у світі): для чоловіків — 33,2, для жінок — 32,9 року. Очікувана середня тривалість життя 2015 року становила 75,09 року (107-ме місце у світі), для чоловіків — 73,11 року, для жінок — 77,13 року.
Вікова структура населення Сент-Вінсент і Гренадин, станом на 2015 рік, мала такий вигляд:
- діти віком до 14 років — 22,31 % (11 548 чоловіків, 11 351 жінка);
- молодь віком 15—24 роки — 16,49 % (8537 чоловіків, 8384 жінки);
- дорослі віком 25—54 роки — 42,66 % (22 742 чоловіки, 21 034 жінки);
- особи передпохилого віку (55—64 роки) — 9,73 % (5124 чоловіки, 4864 жінки);
- особи похилого віку (65 років і старіші) — 8,81 % (4203 чоловіки, 4840 жінок)[1].

### Шлюбність— розлучуваність
Коефіцієнт шлюбності, тобто кількість шлюбів на 1 тис. осіб за календарний рік, дорівнює 5,8; коефіцієнт розлучуваності — 0,8; індекс розлучуваності, тобто відношення шлюбів до розлучень за календарний рік — 14 (дані за 2007 рік).

## Розселення
Густота населення країни 2015 року становила 280,7 особи/км² (52-ше місце у світі). Більша частина населення острова концентрується навколо Кінгстона.

### Урбанізація
Сент-Вінсент і Гренадини високоурбанізована країна. Рівень урбанізованості становить 50,6 % населення країни (станом на 2015 рік), темпи зростання частки міського населення — 0,72 % (оцінка тренду за 2010—2015 роки).
Головні міста держави: Кінгстаун (столиця) — 27,0 тис. осіб (дані за 2014 рік).
Шаблон:Найбільші міста Сент-Вінсент і Гренадин

### Міграції
Річний рівень еміграції 2015 року становив 9,17 ‰ (213-те місце у світі). Цей показник не враховує різниці між законними і незаконними мігрантами, між біженцями, трудовими мігрантами та іншими.
Сент-Вінсент і Гренадини є членом Міжнародної організації з міграції (IOM). Сент-Вінсент і Гренадини

## Расово-етнічний склад
| Етнічний склад (2015 рік) | Етнічний склад (2015 рік) | Етнічний склад (2015 рік) | Етнічний склад (2015 рік) | Етнічний склад (2015 рік) |
| ------------------------- | ------------------------- | ------------------------- | ------------------------- | ------------------------- |
| Етнос:                    |                           |                           | Відсоток:                 |                           |
| темношкірі                | темношкірі                |                           | 66%                       | 66%                       |
| мішаного походження       | мішаного походження       |                           | 19%                       | 19%                       |
| індійці                   | індійці                   |                           | 6%                        | 6%                        |
| європейці                 | європейці                 |                           | 4%                        | 4%                        |
| індіанці                  | індіанці                  |                           | 2%                        | 2%                        |
| інші                      | інші                      |                           | 3%                        | 3%                        |

 Сент-Вінсент і Гренадини
Головні етноси країни: темношкірі — 66 %, мішаного походження — 19 %, індійці — 6 %, європейці — 4 %, карибські індіанці — 2 %, інші — 3 % населення.

## Мови
| Мови Сент-Вінсент і Гренадин (2015 рік) | Мови Сент-Вінсент і Гренадин (2015 рік) | Мови Сент-Вінсент і Гренадин (2015 рік) | Мови Сент-Вінсент і Гренадин (2015 рік) | Мови Сент-Вінсент і Гренадин (2015 рік) |
| --------------------------------------- | --------------------------------------- | --------------------------------------- | --------------------------------------- | --------------------------------------- |
| Мова:                                   |                                         |                                         | Відсоток:                               |                                         |
| англійська                              | англійська                              |                                         | %                                       | %                                       |
| французька                              | французька                              |                                         | %                                       | %                                       |

Офіційні мови: англійська й французька (ямайське патуа).

## Релігії
| Релігії на Сент-Вінсенті і Гренадинах (2012 рік) | Релігії на Сент-Вінсенті і Гренадинах (2012 рік) | Релігії на Сент-Вінсенті і Гренадинах (2012 рік) | Релігії на Сент-Вінсенті і Гренадинах (2012 рік) | Релігії на Сент-Вінсенті і Гренадинах (2012 рік) |
| ------------------------------------------------ | ------------------------------------------------ | ------------------------------------------------ | ------------------------------------------------ | ------------------------------------------------ |
| Віросповідання:                                  |                                                  |                                                  | Відсоток:                                        |                                                  |
| протестанти                                      | протестанти                                      |                                                  | 87%                                              | 87%                                              |
| католики                                         | католики                                         |                                                  | 12%                                              | 12%                                              |
| індуїсти                                         | індуїсти                                         |                                                  | 1%                                               | 1%                                               |

Головні релігії й вірування, які сповідує, і конфесії та церковні організації, до яких відносить себе населення країни: протестантизм — 75 % (англіканство — 47 %, методизм — 28 %), римо-католицтво — 13 %, інші (індуїзм, адвентизм, інший протестантизм) — 12 % (станом на 2015 рік).

## Освіта
Рівень письменності 2015 року становив 99 % дорослого населення (віком від 15 років): 99 % — серед чоловіків, 99 % — серед жінок.
Державні витрати на освіту становлять 5,1 % ВВП країни, станом на 2010 рік (69-те місце у світі).

## Охорона здоров'я
Забезпеченість лікарняними ліжками в стаціонарах — 5,2 ліжка на 1000 мешканців (станом на 2012 рік). Загальні витрати на охорону здоров'я 2014 року становили 8,6 % ВВП країни (136-те місце у світі).
Смертність немовлят до 1 року, станом на 2015 рік, становила 12,69 ‰ (119-те місце у світі); хлопчиків — 13,83 ‰, дівчаток — 11,52 ‰. Рівень материнської смертності 2015 року становив 45 випадків на 100 тис. народжень (109-те місце у світі).
Сент-Вінсент і Гренадини входить до складу ряду міжнародних організацій: Міжнародного руху (ICRM) і Міжнародної федерації товариств Червоного Хреста і Червоного Півмісяця (IFRCS), Дитячого фонду ООН (UNISEF), Всесвітньої організації охорони здоров'я (WHO).

### Захворювання
Станом на серпень 2016 року в країні були зареєстровані випадки зараження вірусом Зіка через укуси комарів Aedes, переливання крові, статевим шляхом, під час вагітності.
Кількість хворих на СНІД невідома, дані про відсоток інфікованого населення в репродуктивному віці 15—49 років відсутні. Дані про кількість смертей від цієї хвороби за 2014 рік відсутні.
Частка дорослого населення з високим індексом маси тіла 2014 року становила 24,1 % (75-те місце у світі).

### Санітарія
Доступ до облаштованих джерел питної води 2015 року мало 95,1 % населення в містах і 95,1 % в сільській місцевості; загалом 95,1 % населення країни. Відсоток забезпеченості населення доступом до облаштованого водовідведення (каналізація, септик): в містах — 76,1 %, в сільській місцевості — 76,1 %, загалом по країні — 76,1 % (станом на 2015 рік). Споживання прісної води, станом на станом на 1995 рік, дорівнює 0,01 км³ на рік, або 92,59 тонни на одного мешканця на рік.

## Соціально-економічне становище
Співвідношення осіб, що в економічному плані залежать від інших, до осіб працездатного віку (15—64 роки) загалом становить 46,8 % (станом на 2015 рік): частка дітей — 36 %; частка осіб похилого віку — 10,8 %, або 9,3 потенційно працездатного на 1 пенсіонера. Загалом ці показники характеризують рівень потреби державної допомоги в секторах освіти, охорони здоров'я і пенсійного забезпечення, відповідно. Дані про відсоток населення країни, що перебуває за межею бідності, відсутні. Дані про розподіл доходів домогосподарств у країні відсутні.
Станом на 2012 рік, у країні 25,59 тис. осіб не має доступу до електромереж; 76 % населення має доступ, в містах цей показник дорівнює 100 %, у сільській місцевості — 32 %. Рівень проникнення інтернет-технологій середній. Станом на липень 2015 року в країні налічувалось 53 тис. унікальних інтернет-користувачів (177-ме місце у світі), що становило 51,8 % загальної кількості населення країни.

### Трудові ресурси
Загальні трудові ресурси 2007 року становили 57,52 тис. осіб (189-те місце у світі). Зайнятість економічно активного населення в господарстві країни розподіляється таким чином: аграрне, лісове і рибне господарства — 26 %; промисловість і будівництво — 17 %; сфера послуг — 57 % (станом на 1980 рік). Безробіття 2008 року дорівнювало 18,8 % працездатного населення (166-те місце у світі); серед молоді у віці 15—24 років ця частка становила 33,8 %, серед юнаків — 27,8 %, серед дівчат — 41,4 %.

## Кримінал

### Наркотики

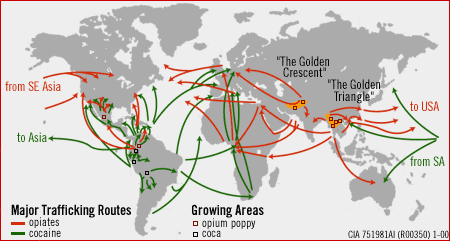
Світові маршрути наркотрафіку

Перевалочний пункт для південноамериканських наркотиків на шляхах до США і Європи; невелике вирощування конопель.

### Торгівля людьми
Згідно зі щорічною доповіддю про торгівлю людьми (англ. Trafficking in Persons Report) Управління з моніторингу та боротьби з торгівлею людьми Державного департаменту США, уряд Сент-Вінсент і Гренадин докладає значних зусиль у боротьбі з явищем примусової праці, сексуальної експлуатації, незаконною торгівлею внутрішніми органами, але законодавство відповідає мінімальним вимогам американського закону 2000 року щодо захисту жертв (англ. Trafficking Victims Protection Act’s) не повною мірою, країна перебуває у списку другого рівня.

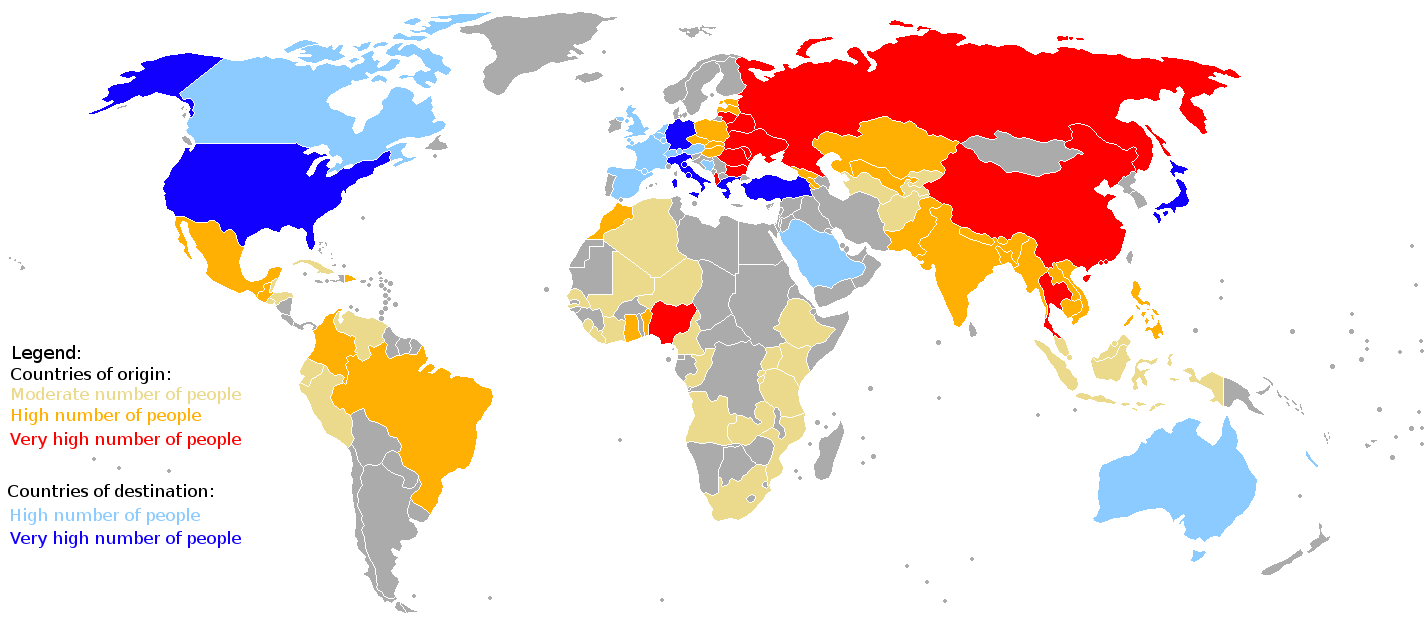
Країни-донори (червоний) і країни-реципієнти кримінальних потоків  (англ.)
Глобальна боротьба з торгівлею людьми (англ.)

## Гендерний стан
Статеве співвідношення (оцінка 2015 року):
- при народженні — 1,03 особи чоловічої статі на 1 особу жіночої;
- у віці до 14 років — 1,02 особи чоловічої статі на 1 особу жіночої;
- у віці 15—24 років — 1,02 особи чоловічої статі на 1 особу жіночої;
- у віці 25—54 років — 1,08 особи чоловічої статі на 1 особу жіночої;
- у віці 55—64 років — 1,05 особи чоловічої статі на 1 особу жіночої;
- у віці за 64 роки — 0,87 особи чоловічої статі на 1 особу жіночої;
- загалом — 1,03 особи чоловічої статі на 1 особу жіночої[1].

## Демографічні дослідження
Демографічні дослідження у країні ведуться рядом державних і наукових установ:

### Українською
- Атлас. 10—11 клас. Економічна і соціальна географія світу / упорядники :  О. Я. Скуратович, Н. І. Чанцева. — К. : ДНВП «Картографія», 2010. — ISBN 978-966-475-639-3.
- Атлас світу / голов. ред. І. С. Руденко ; зав. ред. В. В. Радченко ; відп. ред. О. В. Вакуленко. — К. : ДНВП «Картографія», 2005. — 336 с. — ISBN 9666315467.
- Безуглий В. В. Економічна і соціальна географія зарубіжних країн : Навчальний посібник. — К. : ВЦ «Академія», 2007. — 704 с. — ISBN 978-966-580-239-6.
- Безуглий В. В., Козинець С. В. Регіональна економічна і соціальна географія світу : Навчальний посібник. — видання 2-ге, доп., перероб. — К. : ВЦ «Академія», 2007. — 688 с. — ISBN 966-580-144-9.
- Головченко В. І., Кравчук О. Країнознавство: Азія, Африка, Латинська Америка, Австралія і Океанія. — К., 2006. — 335 с. — ISBN 966-8939-04-2.
- Гудзеляк І. І. Географія населення: Навчальний посібник / І. Гудзеляк. — Л. : Видавничий центр ЛНУ імені Івана Франка, 2008. — 232 с. — ISBN 978-966-613-599-8.
- Дахно І. І. Країни світу: Енциклопедичний довідник / І. І. Дахно, С. М. Тимофієв. — К. : Мапа, 2011. — 606 с. — (Бібліотека нового українця) — ISBN 978-966-8804-23-6.
- Дахно І. І. Економічна географія зарубіжних країн : навчальний посібник. — К. : Центр учбової літератури, 2014. — 319 с. — ISBN 978-611-01-0682-5.
- Джаман В. О. Регіональні системи розселення: демографічні аспекти. — Чернівці : Рута, 2003. — 392 с. — ISBN 9665685988.
- Дорошенко Л. С. Демографія: Навчальний посібник. — К. : МАУП, 2005. — 112 с. — ISBN 966-608-442-2.
- Дубович І. А. Країнознавчий словник-довідник. — 5-те вид., перероб. і доп. — К. : Знання, 2008. — 839 с. — ISBN 978-966-346-330-8.
- Економічна і соціальна географія країн світу. Навчальний посібник / За ред. Кузика С. П. — Л. : Світ, 2002. — 672 с. — ISBN 966-603-178-7.
- Загальна медична географія світу / В. О. Шевченко [та ін.] — К. : [б.в.], 1998. — 178 с.
- Книш М. М., Мамчур О. І. Регіональна економічна і соціальна географія світу (Латинська Америка та Карибські країни, Африка, Азія, Океанія) : навч. посіб. — Л. : ЛНУ ім. Івана Франка, 2013. — 368 с. — ISBN 978-617-10-0007-0.
- Крисаченко В. С. Динаміка населення: Популяційні, етнічні та глобальні виміри. — К. : Видавництво Національного інституту стратегічних досліджень, 2005. — 368 с. — ISBN 966-554-083-1.
- Кузик С. П., Книш М. М. Економічна і соціальна географія країн Америки : навч. посіб. — Л. : ЛНУ ім. Івана Франка, 1999. — 299 с. — ISBN 966-613-026-2.
- Любіцева О. О., Мезенцев К. В., Павлов С. В. Географія релігій. — К. : АртЕК, 1999. — 504 с. — ISBN 966-505-006-0.
- Масляк П. О. Країнознавство. — К. : Знання, 2007. — 292 с. — (Вища освіта XXI століття)
- Масляк П. О., Дахно І. І. Економічна і соціальна географія світу / П. О. Масляк, І. І. Дахно ; за ред. П. О. Масляка. — К. : Вежа, 2003. — 280 с. — ISBN 966-7091-53-8.

### Російською
- (рос.) Сент-Винсент и Гренадины // Демографический энциклопедический словарь / главн. ред. Валентей Д. И. — М. : Советская энциклопедия, 1985. — 608 с.
- (рос.) Сент-Винсент и Гренадины // Латинская Америка. Энциклопедический справочник [в 2-х тт.] / Главный редактор В. В. Вольский. — М. : Советская энциклопедия, 1982. — Т. 2. К-Я. — 656 с.
- (рос.) Сент-Винсент и Гренадины // Страны и народы. Америка. Общий обзор Латинской Америки. Средняя Америка / Редкол. : отв. ред. В. В. Вольский, Я. Г. Машбиц и др. — М. : «Мысль», 1981. — 333 с. — (Страны и народы) — 180 тис. прим.
- (рос.) Атлас народов мира / Отв. ред. С. И. Брук и В. С. Апенченко. — М. : ГУГК ГГК СССР и Институт этнографии им. Н. Н. Миклухо-Маклая АН СССР, 1964. — 185 с. — 20 тис. прим.
- (рос.) Численность и расселение народов мира. Этнографические очерки / под ред. С. И. Брука. — М. : Издательство АН СССР, 1962. — 487 с.
- (рос.) Лаппо Г. М. География городов: Учебное пособие для географических факультетов вузов. — М. : Туманит, изд. центр ВЛАДОС, 1997. — 476 с. — ISBN 5-691-00047-0.
- (рос.) Ягельский А. География населения. — М. : Прогресс, 1980. — 383 с.